# Ненад Іняц
Ненад Іняц (серб. Ненад Ињац / Nenad Injac; 4 вересня 1985, Белград) — сербський футболіст, нападник.

## Кар'єра
Розпочав грати у професійному футболі в клубі «Раднички» (Белград), проте основним гравцем не був, через що здавався в оренду до клубів «Железничар» (Белград) та «Младеновац». Лише після цього, у сезоні 2006/07 Іняц став основним форвардом «Радничок», забивши 16 голів у 27 матчах чемпіонату.
Влітку 2007 року став гравцем «Бораца» (Чачак), проте вже на початку 2008 року разом із головним тренером «Бораца» Міодрагом Божович перейшов у клуб російської прем'єр-ліги — пермський «Амкар». У сезоні 2008 Іняц зіграв в 14 матчах чемпіонату Росії, у двох матчах Кубка Росії (у тому числі в фіналі Кубка проти ЦСКА). У всіх іграх він виходив на заміну на останні 15-20 хвилин, тим не менш зумів двічі відзначитися, в тому числі, зрівнявши рахунок на останній хвилині в гостьовому матчі проти московського «Спартака» в 4-му турі.
На початку 2009 року Іняц перейшов до складу «Волги» з міста Нижній Новгород, яка дебютувала у першому дивізіоні Росії, провівши за сезон 20 матчів.
На початку 2010 року Іняц повернувся до Сербії, де продовжив свою кар'єру у складі столичного ОФК, який за підсумками сезону 2008/09 зайняв 11 місце у сербській Суперлізі.
2011 року недовго виступав за саудівський «Аль-Ансар» (Медина), після чого знову повернувся на батьківщину, ставши гравцем «Бежанії».
У сезоні 2013 року виступав за казахстанський «Атирау», зігравши 13 матчів у місцевій Прем'єр-лізі, а потім знову грав на батьківщині за «Рад» та «Вождовац»
У вересні 2015 року підписав контракт з «Ерготелісом», що виступав у другому за рівнем дивізіоні Греції. Там футболіст провів лише 8 матчів і забив 2 голи, після чого в січні наступного року покинув клуб і тривалий час лишався без контракту.
У червні 2016 року прибув на перегляд до кам'янської «Сталі».